# Гавриленко, Евгений Андреевич
Евгений Андреевич Гавриленко (13 января 1986 года, Обнинск) — российский спортсмен силовых видов спорта (World’s Strongest Man, пауэрлифтинг), трехкратный чемпион России по силовому экстриму до 105 кг, победитель и двукратный бронзовый призёр Arnold Classic, многократный рекордсмен России по силовому экстриму. Мастер спорта международного класса по силовому экстриму. Член сборной России по силовому экстриму с 2016 г.

## Биография
Родился в Калужской области в г.Обнинск, в возрасте 17 лет переехал в г.Саратов и поступил в Саратовский государственный университет им. Н. Г. Чернышевского на факультет физической культуры.
Начал заниматься силовым экстримом в 2007 г. Первую серьезную победу одержал 09.08.2008 г. в г. Рязань на открытом кубке России среди любителей. В 2018 и в 2017 гг. стал двукратным бронзовым призёром турнира Arnold Classic среди любителей в категории до 105 кг. В сентябре 2018 и марте 2019 одержал победу на турнире Arnold Classic в г. Барселоне (Испания) и в г. Коламбус (США) соответственно среди любителей в категории до 105 кг.

## Результаты выступлений
За 10 лет карьеры Евгений Гавриленко принял участие более чем в 200 российских и международных соревнованиях.
Наиболее значимые победы:

### 2007 г.
- 20 июня — Первый чемпионат по силовому экстриму среди любителей г. Саратов −1 место

### 2008 г.
- 9 августа — Открытый чемпионат России по силовому экстриму г. Рязань — 1 место
- 5 декабря — Чемпионат России по силовому экстриму PLSE г. Москва — 3 место

### 2009 г.
- 10 июля — Powerweekend г. Москва — 3 место
- 3 сентября — Кубок Сталинграда г. Волгоград −3 место

### 2010 г.
- 26 июня — Открытый кубок по силовому экстриму г. Ярославль — 2 место

### 2011 г.
- 23 февраля — Первый чемпионат России по силовому экстриму до 110 кг г. Москва — 1 место
- 8 августа — Кубок России по силовому экстриму г. Самара — 1 место
- 15 сентября — Фестиваль силовых видов спорта г. Москва — 1 место
- 26 декабря — Финал чемпионата России по силовому экстриму до 110 кг г. Москва — 3 место

### 2013 г.
- 26 июня — Кубок России по силовому экстриму г. Пермь — 1 место
- 10 июля — Командные соревнования (в составе сборной России) по силовому экстриму г. Пенза — 1 место
- 12 сентября — Международное соревнование по силовому экстриму г. Саратов — 2 место

### 2014 г.
- 20 июня — Командное соревнование по силовому экстриму г. Владимир — 1 место
- 22 июля — Strongman г. Москва- 1 место
- 15 августа — Международное соревнование по силовому экстриму г. Москва — 2 место
- 3 сентября — Международное соревнование по силовому экстриму г. Балашиха — 1 место

### 2015 г.
- 15 июня — Фестиваль «Бабюк Fest» по силовому экстриму г. Москва — 1 место

### 2016 г.
- 8 сентября — Финала чемпионата России по силовому экстриму в категории до 105 кг г. Саратов — 1 место

### 2017 г.
- 2 — 5 марта Арнольд Классик в категории до 105 кг США, г. Коламбус − 3 место
- 9 сентября — Финал чемпионата России по силовому экстриму в категории до 105 кг г. Саратов — 1 место

### 2018 г.
- 2 — 6 марта Арнольд Классик в категории до 105 кг США, г. Коламбус — 3 место
- 12 мая — Международный фестиваль «Спортивная лиги» г. Алма-Ата — 1 место
- 3 июня — Финала чемпионата России по силовому экстриму в категории до 105 кг г. Пермь − 1 место
- 28 — 30 сентября Арнольд Классик в категории до 105 кг Испания, г. Барселона — 1 место

### 2019 г.
- 28 февраля — 3 марта Арнольд Классик в категории до 105 кг США, г. Коламбус — 1 место

## Силовые показатели
- Рекордсмен России по подъёму гигантский гантели в категории до 105 кг: 120 кг
- Рекордсмен России по кантовке покрышки: 8 оборотов за 22,08 сек
- Рекордсмен России по подъёму Камни Атласа категории до 105 кг: 154 кг
- Коромысло 420 кг 20 м: 18,4 сек
- Становая тяга: 320 кг
- Подъём бревна 155 кг: 2 повторения
- Подъём оси Аполлона 150 кг: 3 повторения
- Прогулка фермера 172 кг: 20 м
- Подъём цирковой гантели 80 кг: 8 повторений за 1 мин.

## Личная жизнь
Разведён, имеет 2 детей: сын Леонид, дочь Ева.